# Głodowa zima

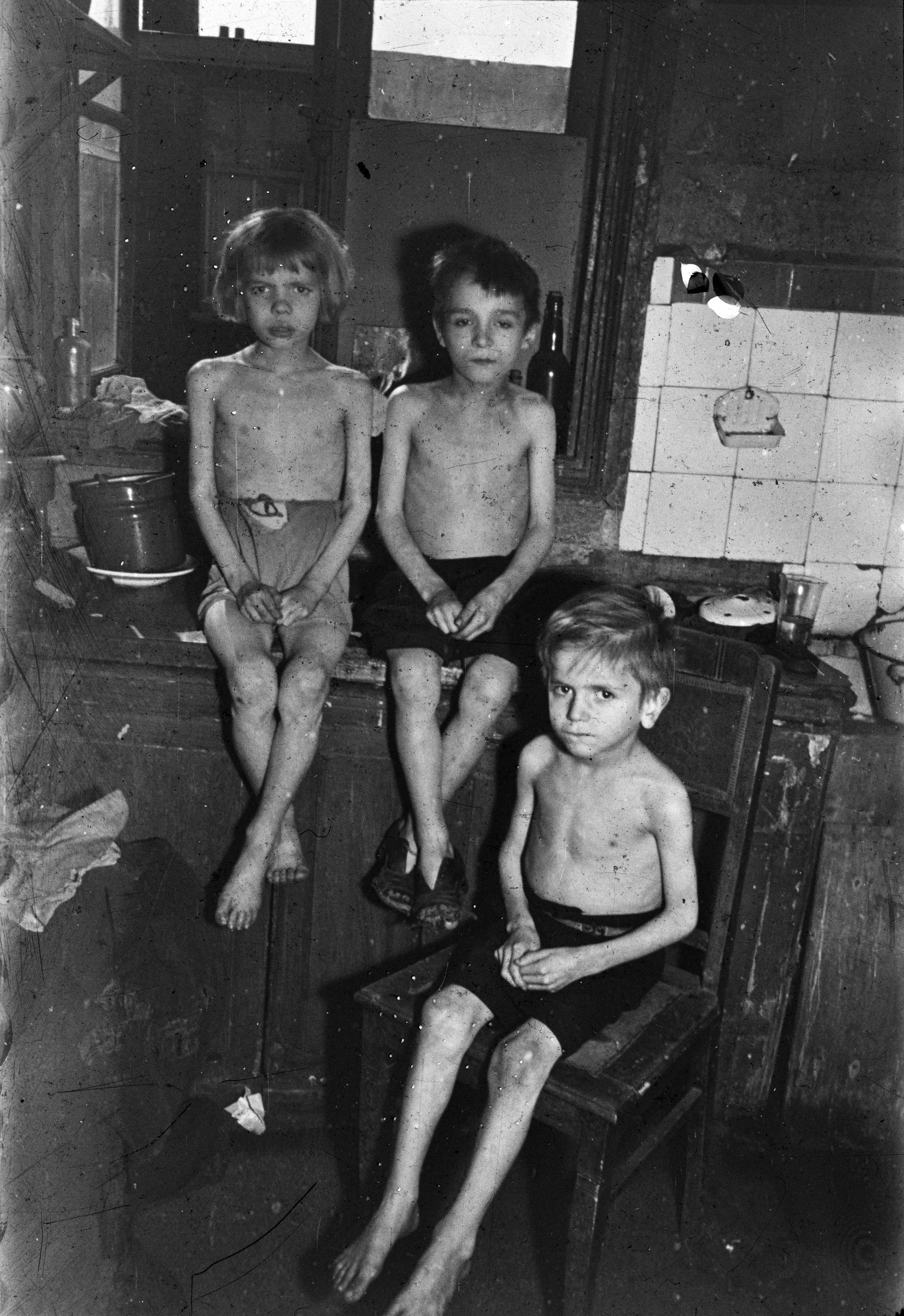
Ofiary głodowej zimy

Głodowa zima 1944–1945 lub holenderski głód lub głód zimowy, znany w Holandii pod nazwą Hongerwinter (dosłowne tłumaczenie: głód zimowy) lub pod nazwą angielską Dutch famine – określenie klęski głodu, jaka dotknęła Holandię (europejską część Królestwa Niderlandów) okupowaną przez Rzeszę Niemiecką. Wydarzenia te miały miejsce pomiędzy 1 października 1944 a 5 maja 1945.
Trwająca przynajmniej 7 miesięcy głodowa zima dotknęła w różnym stopniu przeszło 4,5 miliona mieszkańców północnej i zachodniej Holandii. Z tego przynajmniej 200 tysięcy doznało poważnego, trwałego uszczerbku na zdrowiu a bezpośrednio z powodu zagłodzenia zmarło od 18 do 22 tysięcy ludzi. Inni autorzy szacują liczbę ofiar śmiertelnych głodu zimowego (licząc zmarłych bezpośrednio z powodu zagłodzenia, jak i z powodu powikłań) na ponad 29 tysięcy. Ofiarami śmiertelnymi byli zazwyczaj starsi mężczyźni, natomiast trwały uszczerbek na zdrowiu dotykał przede wszystkim dzieci. Wśród najpowszechniejszych trwałych zmian, jakie wystąpiły u dzieci dotkniętych głodem, były wady rozwojowe (osłabienie rozwoju) oraz spektrum zaburzeń psychicznych wraz ze schizofrenią występującą, gdy dziecko było głodzone. Wady rozwojowe dotyczyły również dzieci narodzonych w czasie lub bezpośrednio po głodzie zimowym.
Najwięcej ofiar pochłonęły pierwsze miesiące głodowej zimy (od października 1944 do stycznia 1945 roku). Podstawowymi przyczynami głodu były warunki pogodowe (jedna z najostrzejszych zim na tym terenie), operacja Market Garden, która spowodowała braki w zaopatrzeniu w paliwo oraz nieudany desant wojsk alianckich w Arnhem w 1944 roku.
Od stycznia lub lutego 1945 głód został złagodzony dzięki dostawom mąki zorganizowanym przez Szwedzki Czerwony Krzyż oraz od kwietnia 1945 roku dzięki operacji Manna, prowadzonej przez RAF (z udziałem szwadronu Royal Australian Air Force) i Royal Canadian Air Force, oraz operacji Chowhound, prowadzonej przez USAAF. Głód zimowy został zakończony dzięki operacji Faust (02.05.1945-05.05.1945), gdy 200 ciężarówek wypełnionych żywnością wjechało na teren objęty klęską.
Badania wówczas prowadzone i doświadczenia związane z głodową zimą doprowadziły do konsensusu dotyczącego nieprowadzenia badań wykorzystujących głodzenie i nieakceptowania eksperymentów, w których badany jest głodzony lub głodzi się. Równocześnie badania prowadzone w tym okresie na głodujących dzieciach doprowadziły do odkrycia celiakii przez Willema Karela Dicke.